# Памела Адлон
Памела Фиона Адлон (на английски: Pamela Fionna Adlon, * 9 юли 1966 г.) е американска актриса. Известна е с ролята си на Марси Рънкъл в сериала „Секс до дупка“, а също и с озвучаването на Боби Хил в „Кралят на хълма“, Ашли Спинели в „Голямото междучасие“, Лъки в „101 далматинци“, Ото Озуърт в „Корпус във времето“ и Видия в поредицата филми „Камбанка“.
От септември 2016 г. Адлон играе Сам Фокс – главната героиня в игралния сериал на FX Better Things.

## Личен живот
През 1996 г. Адлон се омъжва за Феликс О. Адлон, който е син на германския режисьор Пърси Адлон. Развеждат се през 2010 г. Двамата имат три дъщери.